# Andréa Maria Britto
Andréa Maria Pereira Britto (nascida em 8 de dezembro de 1973, em Araçatuba) é uma atleta brasileira especializada em arremesso de peso. Ela ganhou várias medalhas em nível regional.
Ela tem recordes pessoais de 16,90 metros outdoor (2007) e 16,50 metros indoor (2010).
Desde 2021, atua como treinadora da equipe de atletismo da SMELR (Secretaria Municipal de Esporte, Lazer e Recreação) de Araçatuba, ao lado de Adilson Ferreira da Silva, Fabio Santos e Igor Renan da Silva.

## Recorde de competição
| Ano                    | Competição                 | Local                   | Posição                | Evento                 | Notas                  |
| Representando o Brasil | Representando o Brasil     | Representando o Brasil  | Representando o Brasil | Representando o Brasil | Representando o Brasil |
| ---------------------- | -------------------------- | ----------------------- | ---------------------- | ---------------------- | ---------------------- |
| 2000                   | Campeonato Ibero-Americano | Rio de Janeiro, Brasil  | 3a                     | Arremesso de peso      | 14.86 m                |
| 2001                   | Campeonato Sul-Americano   | Manaus, Brasil          | 2a                     | Arremesso de peso      | 15.64 m                |
| 2002                   | Campeonato Ibero-Americano | Guatemala, Guatemala    | 7a                     | Arremesso de peso      | 14.94 m                |
| 2003                   | Campeonato Sul-Americano   | Barquisimeto, Venezuela | 4a                     | Arremesso de peso      | 16.19 m                |
| 2005                   | Campeonato Sul-Americano   | Cali, Colômbia          | 1a                     | Arremesso de peso      | 16.60 m                |
| 2006                   | Campeonato Sul-Americano   | Tunja, Colômbia         | 2a                     | Arremesso de peso      | 16.27 m                |
| 2007                   | Jogos Pan-Americanos       | Rio de Janeiro, Brasil  | 8a                     | Arremesso de peso      | 16.52 m                |
| 2008                   | Campeonato Ibero-Americano | Iquique, Chile          | 2a                     | Arremesso de peso      | 16.72 m                |
| 2009                   | Campeonato Sul-Americano   | Lima, Peru              | 3a                     | Arremesso de peso      | 16.16 m                |
| 2009                   | Jogos da Lusofonia         | Lisboa, Portugal        | 2a                     | Arremesso de peso      | 16.26 m                |
| 2011                   | Campeonato Sul-Americano   | Buenos Aires, Argentina | 4a                     | Arremesso de peso      | 16.02 m                |
| 2012                   | Campeonato Ibero-Americano | Barquisimeto, Venezuela | 6a                     | Arremesso de peso      | 15.92 m                |